# Crioll capverdià
El crioll capverdià és una llengua criolla de base lingüística portuguesa parlada a l'arxipèlag de Cap Verd. En realitat es tracta d'un conjunt de dialectes, parlat cadascun en cadascuna de les illes que formen el país. Està basat en el portuguès amb connotacions de llengües africanes.

## Nom i rellevància
La designació més correcta d'aquesta llengua és «crioll capverdià», però en l'ús diari, la llengua és simplement anomenada «crioll» pels seus parlants. El nom «capverdià» o «llengua capverdiana» va ser proposat per a quan la llengua estigui estandarditzada.
El crioll capverdià té una particular importància per a l'estudi de la criollística pel fet de tractar-se del crioll (encara parlat) més antic, per ser el crioll de base portuguesa amb el major nombre de parlants nadius, per ser el crioll de base portuguesa més estudiat, i per ser un dels pocs criolls en vies de convertir-se en llengua oficial.
El crioll capverdià també té un pes important per a l'estudi diacrònic del portuguès pel fet que el crioll ha conservat algun lèxic, alguna fonologia i alguna semàntica del portuguès dels segles XV a XVII.

## Classificació interna
Malgrat estar en un territori petit, la situació d'insularitat va fer que cada una de les nou illes desenvolupés una forma pròpia de parla criolla. Cada una d'aquestes nou formes és justificadament un dialecte diferent, però els acadèmics a Cap Verd acostumen a anomenar-les «variants», que és el terme s'usa en aquest article.
Aquestes variants poden ser agrupades en dues grans varietats. Al Sud hi ha els criolls de Sotavento que engloba les variants de Brava, Fogo, Crioll de Santiago i Maio. Al Nord tenim els criolls de Barlavento que engloba les variants de Boa Vista, Sal, São Nicolau, São Vicente i Santo Antão. Per a més detalla, consultar els articles referents cadascuna de les variants. Les autoritats lingüístiques a Cap Verd consideren el crioll com una llengua única, i no com a llengües diferents.
Com algunes formes lexicals del crioll capverdià poden ser diferents d'acord les variants, per convenció, les paraules i les frases seran presentades en un model lexical de compromís, en una espècie de «crioll mig» de forma que pugui ser comprès per un parlant de qualsevol de les varietats i per a no ferir susceptibilitats. Sempre que calgui serà presentada, immediatament després de la paraula, la transcripció fonèmica (o a vegades, a transcripció fonètica) segons l'AFI. Quan les formes lèxiques siguin massa diferents serà presentat després de la paraula (entre parèntesis) de quina variant és originària la respectiva paraula.
En alguns casos, el model lexical intermedi que serà presentat pot no existir, però serà usat por motius de comparació lingüística. Com a exemple:
- El ver *lumbú /lũˈbu/ que significa «posar-se a l'esquena», e deriva del portuguès «lombo», ja no existeix. Patí una dissimilació consonàntica a Sotavento (bumbú /bũˈbu/), patí una dissimilació vocàlica a São Vicente i Santo Antão (lambú /lɐ̃ˈbu/) o els dos fenòmens alhora a Boa Vista, Sal i São Nicolau (bambú /bɐ̃ˈbu/). Però en l'article s'usarà la forma *lumbú.
- La paraula portuguesa «joelho» (genoll) deuria haver evolucionat regularment a *djuêdju /ʤuˈeʤu/ en crioll. No obstant, aquesta forma ja no existeix. A Brava, Fogo i Santiago a forma és duêdju /duˈeʤu/, a Maio, Boa Vista, Sal i São Nicolau la forma és zuêdj’ /zuˈeʤ/, a São Vicente i Santo Antão la forma és juêi’ /ʒuˈej/. L'antiga forma del crioll capverdià pot ser testimoniada pel crioll guineà on la paraula és djúdju /ˈʤuʤu/. En aquest article serà utilitzada la forma *djuêdju.

Des d'un punt de vista lingüístic les variants més importants són les de Fogo, Santiago, São Nicolau e Santo Antão, i qualsevol estudi profund del crioll ha de tenir en compte almenys aquestes quatre variants. Des d'un punt de vista social les variants més importants són les de Santiago i São Vicente, i qualsevol estudi lleuger del crioulo hagis de tenir en compte almenys aquestes dues variants. Són les variants dels dos principals nuclis urbans (Praia i Mindelo).
El crioll de São Vicente fou divulgat a través dels poemes de Sergio Frusoni. Per altra banda el crioll de Brava és conegut a través de les mornas d'Eugénio Tavares, el crioll de Santo Antão pels contes de Luís Romano de Madeira Melo i el crioll de Fogo per la col·lecció de contes d'Elsie Clews Parsons Arxivat 2007-03-10 a Wayback Machine..
Diferències entre els criolls:
| Crioll de Fogo                           | Crioll de Santiago                       | Crioll de São Nicolau                           | Crioll de São Vicente                           | Crioll de Santo Antão                           | Portuguès                        |
| ---------------------------------------- | ---------------------------------------- | ----------------------------------------------- | ----------------------------------------------- | ----------------------------------------------- | -------------------------------- |
| Ês frâ-m’. [es fɾɐ̃]                      | Ês flâ-m’. [es flɐ̃]                      | Ês fló-m’. [es flɔm]                            | Ês dzê-m’. [eʒ dzem]                            | Ês dzê-m’. [eʒ dzem]                            | Eles disseram-me.                |
| Bú câ ê bunítu. [bu kɐ e buˈnitu]        | Bú câ ê bunítu. [bu kɐ e buˈnitu]        | Bô câ ê b’nít’. [bo kɐ e bnit]                  | Bô câ ê b’nít’. [bo kɐ e bnit]                  | Bô n’ ê b’nít’. [bo ne bnit]                    | Tu não és bonito.                |
| M’ câ sabê. [ŋ kɐ sɒˈbe]                 | M’ câ sâbi. [ŋ kɐ ˈsɐbi]                 | M’ câ sabê. [m kɐ saˈbe]                        | M’ câ sabê. [m kɐ saˈbe]                        | Mí n’ séb’. [mi n sɛb]                          | Eu não sei.                      |
| Cumó’ qu’ ê bú nômi? [kuˈmɔ ke bu ˈnomi] | ’Módi qu’ ê bú nómi? [ˈmɔdi ke bu ˈnɔmi] | Qu’ manêra qu’ ê bô nôm’? [k mɐˈneɾɐ ke bo nom] | Qu’ manêra qu’ ê bô nôm’? [k mɐˈneɾɐ ke bo nom] | Qu’ menêra qu’ ê bô nôm’? [k meˈneɾɐ ke bo nom] | Como é o teu nome?               |
| Bú podê djudâ-m’? [bu poˈde ʤuˈdɐ̃]       | Bú pôdi djudâ-m’? [bu ˈpodi ʤuˈdɐ̃]       | Bô podê j’dó-m’? [bo poˈde ʒdɔm]                | Bô podê j’dá-m’? [bo poˈde ʒdam]                | Bô podê j’dé-m’? [bo poˈde ʒdɛm]                | Podes ajudar-me?                 |
| Spiâ lí! [spiˈɐ li]                      | Spía li! [spˈiɐ li]                      | Spiâ li! [spiˈɐ li]                             | Spiá li! [ʃpiˈa li]                             | Spiá li! [ʃpiˈa li]                             | Olha cá!                         |
| Ê’ cantâ. [e kɒ̃ˈtɐ]                      | Ê’ cánta. [e ˈkãtɐ]                      | Êl cantâ. [el kɐ̃ˈtɐ]                            | Êl cantá. [el kɐ̃ˈta]                            | Êl cantá. [el kãˈta]                            | Ele/ela cantou.                  |
| Bú tâ cantâ. [bu tɐ kɒ̃ˈtɐ]               | Bú tâ cánta. [bu tɐ ˈkãtɐ]               | Bô tâ cantâ. [bo tɐ kɐ̃ˈtɐ]                      | Bô tâ cantá. [bo tɐ kɐ̃ˈta]                      | Bô tâ cantá. [bo tɐ kãˈta]                      | Tu cantas.                       |
| M’ stâ cantâ. [ƞ sta kɒ̃ˈtɐ]              | M’ sâ tâ cánta. [ƞ sɐ ta ˈkãtɐ]          | M’ tâ tâ cantâ. [m tɐ tɐ kɐ̃ˈtɐ]                 | M’ tí tâ cantá. [m ti tɐ kɐ̃ˈta]                 | M’ tí tâ cantá. [m ti tɐ kãˈta]                 | Eu estou a cantar.               |
| Screbê [skɾeˈbe]                         | Scrêbi [ˈskɾebi]                         | Screbê [skɾeˈbe]                                | Screvê [ʃkɾeˈve]                                | Screvê [ʃkɾeˈve]                                | Escrever                         |
| Gossím [ɡɔˈsĩ]                           | Góssi [ˈɡɔsi]                            | Grinhassím [ɡɾiɲɐˈsĩ]                           | Grinhassím [ɡɾiɲɐˈsĩ]                           | Grinhessím [ɡɾiɲeˈsĩ]                           | Agora                            |
| Pôrcu [ˈpoɾku]                           | Pôrcu [ˈpoɾku]                           | Pôrcu [ˈpoɾku]                                  | Tchúc’ [ʧuk]                                    | Tchúc’ [ʧuk]                                    | Porco                            |
| Conxê [kõˈʃe]                            | Cônxi [ˈkõʃi]                            | Conxê [kõˈʃe]                                   | Conxê [kõˈʃe]                                   | Conxê [kõˈʃe]                                   | Conhecer                         |
| Dixâ [diˈʃɐ]                             | Dêxa [ˈdeʃɐ]                             | D’xâ [ʧɐ]                                       | D’xá [ʧa]                                       | D’xá [ʧa]                                       | Deixar                           |
| Dixâ-m’ quétu! [diˈʃɐ̃ ˈkɛtu]             | Dexâ-m’ quétu! [deˈʃɐ̃ ˈkɛtu]             | D’xó-m’ quêt’! [ʧɔm ket]                        | D’xá-m’ quêt’! [ʧam ket]                        | D’xé-m’ quêt’! [ʧɛm ket]                        | Deixa-me quieto!                 |
| Dôci [ˈdosi]                             | Dóxi [ˈdɔʃi]                             | Dôç’ [dos]                                      | Dôç’ [dos]                                      | Dôç’ [dos]                                      | Doce                             |
| Papiâ [pɒˈpjɐ]                           | Pâpia [ˈpɐpjɐ]                           | Papiâ [pɐˈpjɐ]                                  | Falá [fɐˈla]                                    | Falá [faˈla]                                    | Falar                            |
| Cúrpa [ˈkuɾpɐ]                           | Cúlpa [ˈkulpɐ]                           | Cúlpa [ˈkulpɐ]                                  | Cúlpa [ˈkulpɐ]                                  | Cúlpa [ˈkulpɐ]                                  | Culpa                            |
| Nhôs amígu [ɲoz ɒˈmigu]                  | Nhôs amígu [ɲoz ɐˈmigu]                  | B’sôt’ amígu [bzot ɐˈmiɡu]                      | B’sôt’ amíg’ [bzot ɐˈmiɡ]                       | B’sôt’ emíg’ [bzot eˈmiɡ]                       | O vosso amigo (O amigo de vocês) |
| Scúru [ˈskuru]                           | Sucúru [suˈkuru]                         | Scúr’ [skur]                                    | Scúr’ [ʃkur]                                    | Scúr’ [ʃkur]                                    | Escuro                           |
| Cárru [ˈkaru]                            | Cáru [ˈkaɾu]                             | Córr’ [kɔʀ]                                     | Córr’ [kɔʀ]                                     | Córr’ [kɔʀ]                                     | Carro                            |
| Lébi [ˈlɛbi]                             | Lébi [ˈlɛbi]                             | Lêb’ [leb]                                      | Lêv’ [lev]                                      | Lêv’ [lev]                                      | Leve                             |

Per a més exemples consulteu la Llista de Swadesh - Crioll capverdià.

## Orígens

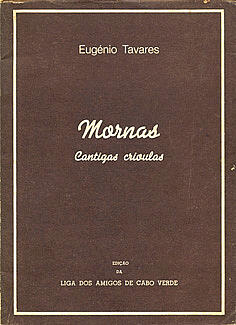
Mornas — Cantigas crioulas
de Eugénio Tavares.
un dels primers llibres amb texts en crioll.

La història del crioll capverdià és difícil de traçar degut, primer, a la falta de registres escrits des de la formació del crioll, i segon, a causa de l'ostracisme a què el crioll va ser relegat durant l'administració portuguesa.
Actualment hi ha tres teories sobre la formació del crioll capverdià. La teoria eurogenètica defensa que el crioll va ser format pels colonitzadors portuguesos, en una simplificació de la llengua portuguesa de manera a fer-la acessible als esclaus africans. Éa el punt de vista d'alguns autors com Prudent, Waldman, Chaudesenson, Lopes da Silva. La teoria afrogenètica defensa que el crioll va ser format pels esclaus africans, aprofitant les gramàtiques de llengües d'Àfrica Occidental, i substituint el lèxic africà pel lèxic portuguès. ÉS el punt de vista d'alguns autors com Adam, Quint. La teoria neurogenètica defensa que el crioll es va formar espontàniament, no per esclaus nascuts al continent, sinó per la població nascuda a les illes, aprofitant les estructures gramaticals innates amb les quals tot ésser humà neix. ÉS el punt de vista d'alguns autors com Chomsky, Bickerton, que explicaria perquè que els criolls localitzats a quilòmetres de distància presenten estructures gramaticals similars, encara sent de base lèxica diferent. El millor que es pot dir és que cap d'aquestes tres teories ha estat concloentment provada.
Segons A. Carreira, el crioll capverdià s'hi hauria format a partir d'un pidgin de base lexical portuguesa, a l'illa de Santiago, a partir del segle xv. Aquest pidgin traspassaria a la costa Occidental d'Àfrica a través dels lançados. A partir d'ací, aquest pidgin es dividiria en dos protocriolls, un que seria la base de tots els criolls de Cap Verd, i l'altre que seria la base del crioll de Guinea Bissau.
Creuant documents referents a la colonització de les illes amb la comparació lingüística és possible conjecturar algunes conclusions. La propagació del crioll capverdià a les diverses illes va ser fet en tres fases:
- En una primera fase va ser colonitzada l'illa de Santiago (segona meitat del segle XV), i de seguida Fogo (final del s. XVI).
- En una segona fase va ser colonitzada l'illa de São Nicolau (sobretot en la segona meitat del s. XVII), i de seguida a de São Antão (sobretot en la segona meitat del s. XVII).
- En una tercera fase, van ser colonitzades les altres illes a partir de poblacions originàrias de les primeres illes: Brava va ser colonitzada a partir de poblacions del Fogo (sobretot en l'inici del s. XVIII), Boa Vista va ser colonitzada a partir de poblacions de São Nicolau i Santiago (sobretot en la primera meitat del s. XVIII), Maio va ser colonitzada a partir de poblacions de Santiago i Boa Vista (sobretot en la segona meitat del s. XVIII), São Vicente va ser colonitzada a partir de poblacions de São Antão i São Nicolau (sobretot en el s. XIX), Sal va ser colonitzada a partir de poblacions de São Nicolau i Boa Vista (sobretot en el s. XIX).

## Situació actual
Malgrat que el crioll és la llengua materna de gairebé tota la població de Cap Verd, el portuguès encara és l'única llengua oficial. Com la llengua portuguesa és utilitzada en la vida quotidiana (en l'escola, per l'administració pública, en actes oficials, etc.) el portuguès i el crioll viuen en un estat de diglòssia. A conseqüència d'aquesta presència generalitzada del portuguès, es registra un procés de descriollització a totes les variants dels criolls capverdians.

## Vocabulari
El vocabulari del crioll capverdià ve en gran part del portuguès. Encara que les diverses fonts no estiguin d'acord, entre el 90 i el 95% de les paraules són originàries del portuguès. El restant prové de diverses llengües d'Àfrica Occidental (malinke, wòlof, ful, balanta, manjaco, temne, etc.), i el vocabulari provinent d'altres llengües és molt poc (anglès, francès, llatí, etc.).
La pàgina de les Etimologias del Dicionário Caboverdiano Português On-Line proporciona una idea de diferents orígens del vocabulari capverdià.
El crioll manté vocables que van caure en desús en el portuguès contemporani. Altres vocables, encara que persisteixen en el portuguès contemporani, o van mantenir el significat que tenien antigament, o van sofrir evolucions semàntiques. Per exemple: 
| Paraula en crioll | Significat en portuguès         | Significat en crioll         |
| afrónta           | afronta, desafio                | desespero, inquietação       |
| botâ              | colocar, pôr                    | arremessar, atirar           |
| confortâ          | confortar, dar conforto         | resignar-se                  |
| fadíga            | cansaço, fadiga                 | arrelia, preocupação         |
| fúscu             | fusco, obscuro                  | bêbado                       |
| limária           | do português «alimária»         | animal de pecuária           |
| máncu             | do português «manco»            | coxo                         |
| papiâ             | do português «papear»           | falar                        |
| pintchâ           | do português «pinchar»          | empurrar                     |
| pólpa             | polpa, parte carnuda das frutas | nádegas                      |
| pupâ              | do português «apupar»           | gritar                       |
| tchêu             | cheio                           | muito, muita, muitos, muitas |

## Fonologia
El crioll capverdià posseeix els següents fonemes (segons l'AFI):

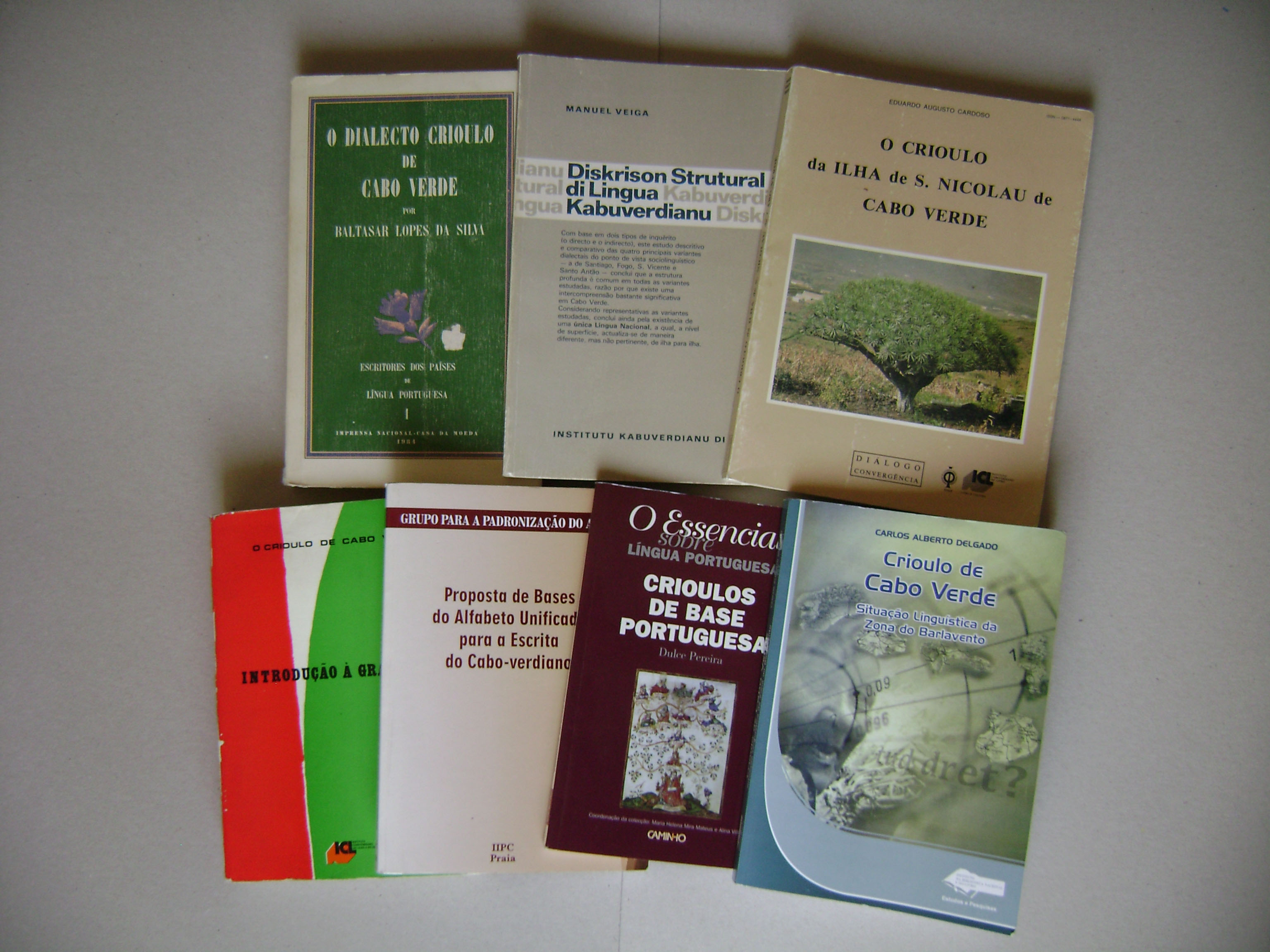
Alguns llibres de lingüística sobre el crioll.

Vocals
|              | anteriors no arrodonides | centrals no arrodonides | posteriors arrodonides |
| tancades     | /i/, /ĩ/                 |                         | /u/, /ũ/               |
| semitancades | /e/, /ẽ/                 |                         | /o/, /õ/               |
| semiobertes  | /ɛ/, /ɛ̃/                 | /ɐ/, /ɐ̃/                | /ɔ/, /ɔ̃/               |
| obertes      |                          | /a/, /ã/                |                        |

Consonants i semivocals
|                       | labials | labials | apicals | apicals | pre-dorsals | pre-dorsals | post-dorsals | post-dorsals |
| nasals                | /m/     | /m/     | /n/     | /n/     | /ɲ/         | /ɲ/         | /ŋ/          | /ŋ/          |
| oclusives i africades | /p/     | /b/     | /t/     | /d/     | /ʧ/         | /ʤ/         | /k/          | /g/          |
| fricatives            | /f/     | /v/     | /s/     | /z/     | /ʃ/         | /ʒ/         |              |              |
| semivocals            | /w/     | /w/     |         |         | /j/         | /j/         |              |              |
| bategants             |         |         | /ɾ/     | /ɾ/     |             |             | /ʀ/          | /ʀ/          |
| laterals              |         |         | /l/     | /l/     | /ʎ/         | /ʎ/         |              |              |

## Sistema d'escriptura
Malgrat que l'ALUPEC és l'únic sistema d'escriptura oficialment reconegut pel govern de Cap Verd, la mateixa llei permet l'ús d'altres models d'escriptura, «des que presentats de forma sistematitzada i científica». Per aquest motiu, com ni tots els lectors estan familiaritzats amb l'ALUPEC o amb l'AFI, en els articles del viquipèdia sobre el crioll capverdià va ser adoptat un sistema d'escriptura alternatiu:
- El so /s/ serà representat d'una manera etimològica, és a dir, si en portuguès s'escriu ç en crioll s'escriu ç, si en portuguès s'escriu ss en crioll s'escriu ss, etc..
- El so /z/ serà representat d'una manera etimològica, és a dir, si en portuguès s'escriu s en crioll s'escriu s, si en portuguès s'escriu z en crioll s'escriu z.
- El so /ʧ/ serà representat tch.
- El so // serà representat dj.
- El so /ʃ/ serà representat d'una manera etimològica, és a dir, si en portuguès s'escriu ch en crioll s'escriu ch, si en portuguès s'escriu x en crioll s'escriu x.
- El so /ʒ/ serà representat d'una manera etimològica, és a dir, si en portuguès s'escriu g en crioll s'escriu g, si en portuguès s'escriu j en crioll s'escriu j.
- El so /k/ serà representat d'una manera etimològica, és a dir, si en portuguès s'escriu c en crioll s'escriu c, si en portuguès s'escriu qu en crioll s'escriu qu.
- El so /ɡ/ serà representat d'una manera etimològica, és a dir, si en portuguès s'escriu g en crioll s'escriu g, si en portuguès s'escriu j en crioll s'escriu j.
- L'elecció entre la lletra m, n o el til per representar la nasalitat de les vocals es fa seguint una base etimològica, o sia, si en portuguès s'escriu m en crioll s'escriu m, si en portuguès s'escriu n en crioll s'escriu n, si en portuguès s'escriu til en crioll s'escriu til.
- La síl·laba tònica duu sempre accent gràfic; sóm conscients que és una sobrecàrrega d'accents però és l'única manera de representar inequívocament la síl·laba tònica i el grau d'obertura de la vocal, simultàniament.
- Per representar una vocal que ha estat eliminada s'usa l'apòstrofo ’.

Convé advertir que aquest sistema d'escriptura és adoptat en aquest article de la viquipèdia només per a simplificar als lectors. No es tracta de cap sistema oficial, ni ha de ser indicat com referència per a l'escriptura del crioll capverdià.